# アレガン郡 (ミシガン州)
アレガン郡（英: Allegan County）は、アメリカ合衆国ミシガン州の郡である。人口は12万0502人（2020年）。郡庁所在地はアレガンであり、同郡で人口最大の都市はホランドである。郡名はヘンリー・スクールクラフトがインディアンの言葉のように響く新語を考案したものである。
アレガン郡は主に農業地帯であるが、北東にあるグランドラピッズや南東にあるカラマズーといった人口集中部が郡内に拡大する影響を受けて急速に都市化しつつある。ホランドの部分が郡北西部に入っており、その周りも都市化している。南西隅にはサウスヘイブン市の小部分が郡内に伸びてきている。ミシガン湖岸は昔から人気の有る保養地になっており、特にソーガタックやダグラスの周辺で観光開発が続いている。
ホランド市やミシガン湖岸で開催されるチューリップ・タイム祭は地域の観光客が多く集まっている。広さ180km2の森林であるアレガン州立野生動物地域は、キャンピング、スノーモービル、クロスカントリースキー、狩猟の愛好者を集めている。ソーガタック砂丘州立公園には景観の良い砂丘を通る道があり、またミシガン湖の水泳も楽しめる。アレガン湖も観光地になっている。

## 歴史
アレガン郡の領域は1831年に州議会によって定められた。当時恒久的な開拓者は4家族しかいなかった。最初の開拓者にはガイルス・スコットやターナー・アルドリッチがいた。

## 地理
アメリカ合衆国国勢調査局に拠れば、郡域全面積は1,833.30平方マイル (4,748.2 km2)であり、このうち陸地827.46平方マイル (2,143.1 km2)、水域は1,005.83平方マイル (2,605.1 km2)で水域率は54.86%である。

### 主要高規格道路
- 州間高速道路196号線
- 州間高速道路196号線産業道路、ホランド市に通じている
- アメリカ国道31号線
- アメリカ国道131号線
- ミシガン州道40号線
- ミシガン州道89号線
- ミシガン州道179号線
- ミシガン州道222号線
- 郡道2号線
- 郡道37号線
- 郡道42号線
- 郡道45号線

### 隣接する郡
- オタワ郡 - 北
- ケント郡 - 北東
- バリー郡 - 東
- カラマズー郡 - 南東
- ヴァンビューレン郡 - 南
- レイク郡 (イリノイ州) - 南西
- ケノーシャ郡 (ウィスコンシン州) - 西
- ラシーン郡 (ウィスコンシン州) - 北西

## 人口動態
以下は2000年の国勢調査による人口統計データである。
| 基礎データ - 人口: 105,665人 - 世帯数: 38,165 世帯 - 家族数: 28,394 家族 - 人口密度: 49人/km2（128人/mi2） - 住居数: 43,292軒 - 住居密度: 20軒/km2（52軒/mi2） 人種別人口構成 - 白人: 93.47% - アフリカン・アメリカン: 1.31% - ネイティブ・アメリカン: 0.55% - アジア人: 0.55% - 太平洋諸島系: 0.03% - その他の人種: 2.77% - 混血: 1.32% - ヒスパニック・ラテン系: 5.72% 先祖による構成 - オランダ系：25.6% - ドイツ系：17.8% - アメリカ人：9.6% - イギリス系：8.4% - アイルランド系：7.2% 言語による構成 - 英語：93.6% - スペイン語：5.2% | 年齢別人口構成 - 18歳未満: 28.9% - 18-24歳: 8.0% - 25-44歳: 30.0% - 45-64歳: 22.0% - 65歳以上: 11.1% - 年齢の中央値: 35歳 - 性比（女性100人あたり男性の人口） - 総人口: 99.6 - 18歳以上: 97.6 世帯と家族（対世帯数） - 18歳未満の子供がいる: 37.4% - 結婚・同居している夫婦: 61.4% - 未婚・離婚・死別女性が世帯主: 9.1% - 非家族世帯: 25.6% - 単身世帯: 20.7% - 65歳以上の老人1人暮らし: 7.8% - 平均構成人数 - 世帯: 2.72人 - 家族: 3.15人 収入と家計 - 収入の中央値 - 世帯: 45,8130米ドル - 家族: 51,908米ドル - 性別 - 男性: 38,681米ドル - 女性: 26,887米ドル - 人口1人あたり収入: 19,918米ドル - 貧困線以下 - 対人口: 7.3% - 対家族数: 5.0% - 18歳未満: 7.5% - 65歳以上: 7.9% |

## 郡政府
郡政府は郡監獄の運営、地方道の維持、地方裁判所の運営、権利譲渡と抵当権設定記録など重要記録の維持、公衆衛生規制の管理、福祉など社会サービスの項目で州の施策への参加を行う。郡政委員会は予算を管理するが、法や条例を作るのは限定付き権限である。ミシガン州では、警察と消防、建設と区画割、税評価、街路維持など地方政府の大半機能は個々の都市と郡区の責任である。

## 郡区
アレガン郡は下記24の郡区に分割されている。
| - アレガン - カスコ - チェシャー - クライド - ドア - フィルモア | - ガンジス - ガンプレーン・チャーター - ヒース - ホプキンス - レイクタウン - リー | - レイトン - マンリウス - マーティン - モントレー - オツィーゴ - オベリゼル | - セイラム - ソーガタック - トラウブリッジ - バレー - ワトソン - ウェイランド |

## 都市と町
| 都市 - アレガン - 郡庁所在地 - ダグラス - フェンビル - ホランド（部分） - オツィーゴ - プレーンウェル - ソーガタック - サウスヘイブン（部分） - ウェイランド 村 - ホプキンス - マーティン | 未編入の町 - ベイカーズビル - ビーチモント - ベントハイム - ブラッドリー - ブラボー - ボイド - バーニップス - キャッスルパーク - シーダーブラフ - チェシャー - シコラ - コーニング - ダイアモンドスプリングス - ドア - ダニングビル - イーストソーガタック | - イーストマーティン - フィルモア - ガンジス - グレン - グレンヘイブンショアーズ - グレンショアーズ - グレンストアズ - グラーフスチャップ - グランジコーナーズ - グリーンレイク - ハミルトン - ホークヘッド - ヒリアーズ - ハリウッド - フーパー - ホプキンスバーグ - キビー - リー | - レジャー - マカタワ - マックスランディング - マーソン - マイアミパーク - ミルグローブ - モライン - モンティースステーション - モントレー - モントレーセンター - マウントプレザント - ニーリー - ニューセイラム - ニューリッチモンド - オークランド - オールドソーガタック - オールドスコースキンランディング - オベリゼル | - オックスボー - パール - ピアコーブ - プルマン - サンディパインズ - シェルビービル - シャーマンパーク - ショアクレスト - ショアウッド - サウスヘイブンハイランド - サウスモントレー - スプリンググローブ - サルファースプリングス - ワトソン |